# Orlando Peçanha
Orlando Peçanha de Carvalho, meglio noto come Orlando Peçanha o solo Orlando (Niterói, 20 settembre 1935 – Rio de Janeiro, 10 febbraio 2010), è stato un calciatore brasiliano di ruolo difensore, campione del mondo nel 1958 con la Nazionale brasiliana.
È deceduto nel 2010, all'età di 74 anni, a causa di un attacco cardiaco.

## Caratteristiche tecniche
È stato un difensore centrale.

## Carriera

### Club
Orlando Peçanha iniziò la sua carriera professionistica nel 1953 nelle file del Vasco da Gama in cui rimase fino al febbraio 1961 vincendo 2 Campionati Carioca e un Torneo Rio-San Paolo.
Nel febbraio del 1961 si trasferì in Argentina al Boca Juniors. Con gli argentini disputò 119 partite (105 in campionato e 14 in Coppa Libertadores), senza però segnare alcun gol. Con la maglia del Boca, di cui fu anche capitano, vinse 2 titoli nazionali.
Ritornò in patria al Santos di Pelé nel 1965. Con la squadra dello stato di San Paolo vinse 4 Campionati Paulisti, un altro Torneo Rio-San Paolo, una Taça Brasil un Torneo Roberto Gomes Pedrosa e una Recopa Sudamericana.
Terminò la carriera nel 1970 dopo una breve parentesi da gennaio a marzo nella sua prima squadra, il Vasco da Gama.

### Nazionale
Orlando Peçanha esordì con la Nazionale brasiliana il 18 maggio 1958, subentrando a Jadir nell'amichevole contro la Bulgaria (3-1).
Ha fatto parte dei convocati per i Mondiali del 1958, vinti dal Brasile nei quali disputò tutte le partite della Seleção, e del 1966, torneo nel quale disputò una sola partita, l'ultima in Nazionale, il 19 luglio 1966 contro il Portogallo.

## Scomparsa
Orlando Peçanha muore nel 2010 ed è stato sepolto nel cimitero San Giovanni Battista di Botafogo, quartiere di Rio de Janeiro.

## Palmarès

### Club

#### Competizioni statali
- Campionato Carioca: 2

Vasco da Gama: 1956, 1958
- Campionato paulista: 4

Santos: 1965, 1967, 1968, 1969

#### Competizioni nazionali
- Torneo Rio-San Paolo: 2

Vasco da Gama: 1958
Santos: 1966
- Campionato argentino: 2

River Plate: 1962, 104🗿
- Taça Brasil: 1

Santos: 1965
- Torneo Roberto Gomes Pedrosa: 1

Santos: 1968

#### Competizioni internazionali
- Recopa Sudamericana: 1

Santos: 1968

### Nazionale
- Campionato mondiale: 1

Svezia 1958